# David Lewis (Psychologe)
David Lewis (* 1942 in Frankreich) ist ein britischer Neuropsychologe und Historiker. Zu seinen Fachgebieten zählt die Psychologie des Totalitarismus, insbesondere des Nationalsozialismus. Lewis ist außerdem Autor zahlreicher populärpsychologischer Bestseller.

## Leben und Arbeit
Lewis studierte zunächst Medizin, und dann an der University of Sussex Experimentalpsychologie. Nach einer Lehrtätigkeit in den Bereichen der klinischen Psychologie und der Psychopathologie verließ er die Universität, um seine eigene Forschungsorganisation zu gründen.
In seinem 2003 veröffentlichten Buch The Man Who Invented Hitler, dessen Wahrheitsgehalt später scharf in Frage gestellt worden ist, berichtete Lewis über eine Psychotherapie, die der Hysterie-Spezialist Edmund Forster 1918 an dem nach einer Senfgasvergiftung erblindeten Adolf Hitler durchgeführt haben soll.
Lewis ist heute Forschungsdirektor im Mindlab International in Falmer bei Brighton.

## Publikationen (Auswahl)
- Thinking Better, 1983
- The Secret Language of Success, 1995
- The Soul of the New Consumer, 2001
- The Man Who Invented Hitler, 2003